# Cyrilometodějská stezka
Cyrilometodějská stezka, nazývaná také Evropská kulturní stezka sv. Cyrila a Metoděje, anglicky Cyril and Methodius Route, je mezinárodní dálková turistická stezka, poutní cesta a také kulturní stezka Rady Evropy. Stezka odkazuje na kulturní a historické kořeny slovanského obyvatelstva spojené s příchodem křesťanství a příchodem soluňských bratří Cyrila a Metoděje, na Velkomoravskou říši. Stezka se nachází v Albánii, České republice, Itálii, Polsku, Rakousku, Řecku, Slovensku, Severní Makedonii a Turecku.

## Historie a popis stezky
Cyrilometodějskou stezku prezentuje velký soubor stezek/tras zaměřených na putování po stopách slovanských kořenů. Využívá nebo prolíná se také s mnoha dalšími turistickými trasami a má celkovou délku více než 5000 km tras. Stezka je určena poutníkům/turistům a zájemcům o evropskou kulturní identitu a cyrilometodějský odkaz. Stezky jsou navrženy tak, aby propojovaly poutní/kulturní místa a kulturní dědictví raného středověku. Trasa mnohdy vede i místy kudy pravděpodobně Konstantin/Cyril s Metodějem putovali v 9. století. První úvahy o postavení Cyrilometodějské stezky pocházejí z roku 2011 a v roce 2013 je založeno zájmové sdružení Evropská kulturní stezka sv. Cyrila a Metoděje. K postavení jednotlivých tras došlo v letech 2018 až 2019. V roce 2020 se začaly vydávat i poutní pasy a pamětní listy. Cyrilometodějská stezka je jedna z Kulturních stezek Rady Evropy, kam patří např. Svatojakubská cesta, Poutních cesta k hrobu sv. Olafa či Via Francigena.
| Země              | Trasa | Délka trasy /km/ | Odkaz  |
| ----------------- | --- | ---------------- | ------ |
| Albánie           | Durrës, Elbasan, Ohridské jezero | 183,6            | [ 4 ]  |
| Česko             | 5 tras s koncovým bodem Velehrad | 822,2            | [ 5 ]  |
| Itálie            | Tarvisio, Padova, Modena, Pistoia, Siena, Viterbo, Řím, Benevento, Barletta, Bari | 1700,3           | [ 6 ]  |
| Polsko            | Jablunkov (CZ), Velký Stožek, Wisła, Szczyrk, Żywiec, Ślemień, Wadowice, Kalwaria Zebrzydowska, Sułkowice, Kraków, Ojców, Wolbrom, Pilica, Ogrodzieniec, Żarki, Olsztyn, Częstochowa | 330,2            | [ 7 ]  |
| Rakousko          | Mikulov (CZ), Vídeň, Lilienfeld, Klagenfurt, Tarvisio (ITA) | 628,9            | [ 8 ]  |
| Řecko             | Niki, Edessa, Soluň, Kavala, Kipi | 657,5            | [ 9 ]  |
| Slovensko         | - trasa Žítková (CZ) – Nitra - trasa Hodonín (CZ) – Bratislava | 351,6            | [ 10 ] |
| Severní Makedonie | Radožda, Ohrid, Bitola, Lazhec | 128,0            | [ 11 ] |
| Tuecko            | İpsala, Tekirdağ, Istanbul | 312,7            | [ 12 ] |

## Galerie

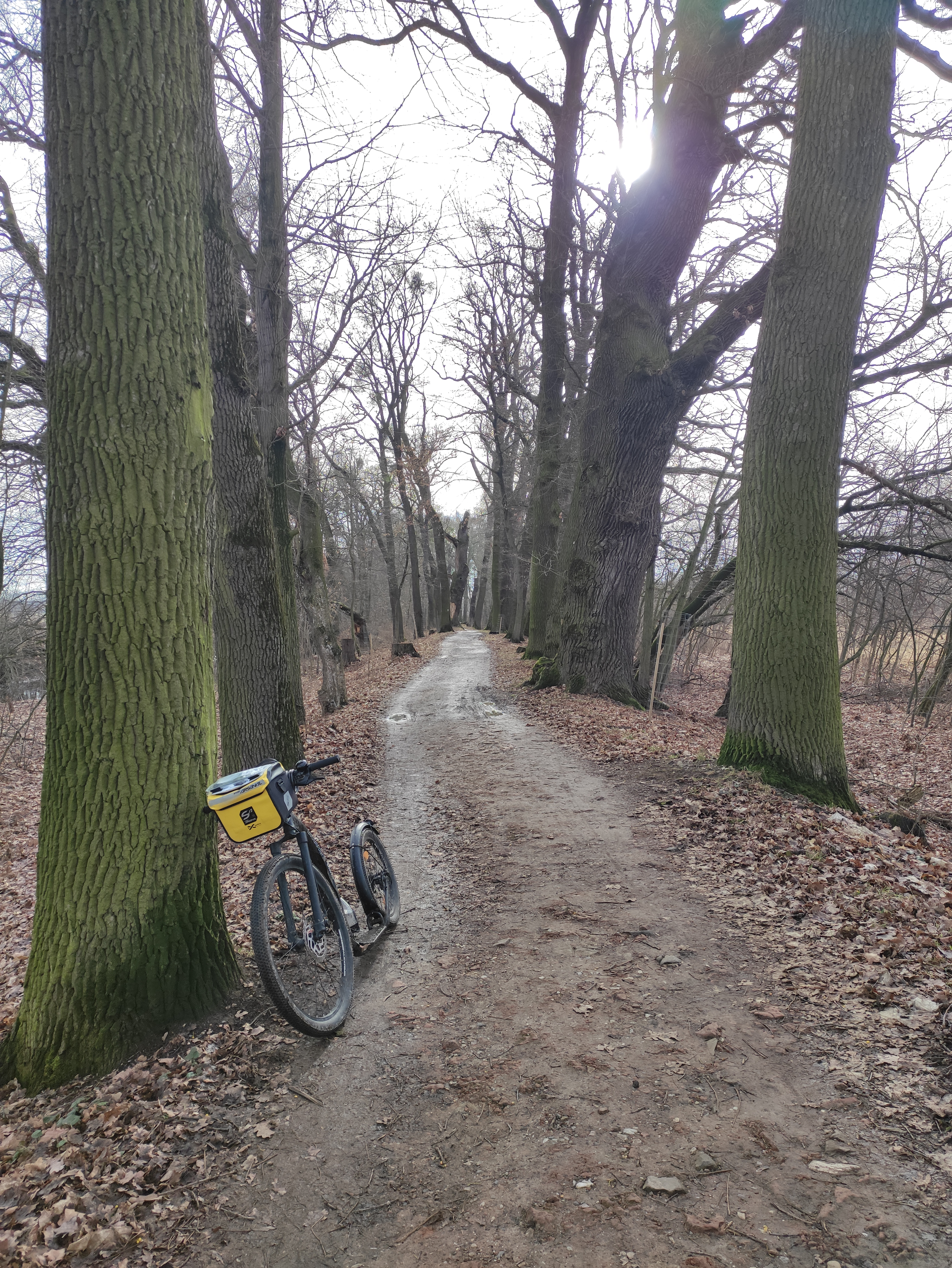

## Další informace
Cyrilometodějská stezka je celoročně volně přístupná a navazuje na celou řadu turistických tras Evropy.